# Dolichos axilliflorus
Espèce
Dolichos axilliflorus Verdc. est une espèce de plantes à fleurs du genre Dolichos, de la famille des Fabaceae.

## Description
C'est une plante à fleur, appartenant au groupe des dicotylédones. Elle est native du Cameroun,, et est décrite comme étant une plante grimpante; légèrement ligneuse, avec de fruit inconnu; et atteignant environ 6 m de haut. son habitat naturel se trouve dans les galeries forestière, à 1 200 m d'altitude environ.

## Répartition
Elle se retrouve au Bénin, Cameroun et en Éthiopie.